# Match de football Italie – RFA (1970)
 (décembre 2013).
Si vous disposez d'ouvrages ou d'articles de référence ou si vous connaissez des sites web de qualité traitant du thème abordé ici, merci de compléter l'article en donnant les références utiles à sa vérifiabilité et en les liant à la section « Notes et références ».
La demi-finale de la Coupe du monde de football 1970 voit s'affronter l'équipe d'Italie contre celle de RFA. Les Italiens remportent le match et se qualifient pour la neuvième finale de la Coupe du monde. Ce match est considéré par beaucoup comme le plus grand match de l'histoire de la Coupe du monde, ce qui lui vaut le surnom de « match du siècle ».

## Italie - RFA

### Résumé du match
La demi-finale, entre l'Italie et la République fédérale d'Allemagne, est considérée par beaucoup comme le deuxième plus grand match de l'histoire de la coupe du monde. L'Italie a pris une avance 1-0 par Roberto Boninsegna 8 minutes après un excellent « une-deux » avec Luigi Riva. La RFA a serré le jeu pour égaliser le reste de la partie, jusqu'au temps additionnel, au cours duquel Karl-Heinz Schnellinger marque (son unique but en international). Durant la prolongation, Gerd Müller donne l'avantage à l'Allemagne à la 94e minute avant que l'Italie ne revienne à la marque par le défenseur Tarcisio Burgnich (son unique but en international hors amical).
À la 104e minute, Riva marque contre le gardien allemand Sepp Maier le troisième but italien (3-2), et Müller d'égaliser six minutes plus tard. La télévision est en train de retransmettre le ralenti du but allemand quand le milieu italien Gianni Rivera, étrangement esseulé au point de penalty, prend à contre-pied le gardien allemand sur un bon centre en retrait de Boninsegna. Franz Beckenbauer a refusé de s'arrêter de jouer après avoir eu la clavicule cassée à la suite d'un choc avec un Italien pendant le temps supplémentaire : car Helmut Schön, le sélectionneur ouest-allemand, avait déjà employé les deux remplacements autorisés, Beckenbauer (qui était critiqué du côté allemand) est resté sur le terrain avec son bras en écharpe. L'image du défenseur allemand le bras contre la poitrine est restée célèbre comme symbole de son courage et de sa persévérance. Il porte néanmoins une part de responsabilité sur le dernier but italien. Ce match est considéré comme le « match du siècle », également connu sous le nom de Partita del Secolo en Italie et Jahrhundertspiel en Allemagne. Un monument sur l'Estadio Azteca à Mexico le commémore.

### Feuille de match
| 17 juin 1970 | Italie                                                 | 4–3 a. p. | Allemagne de l'Ouest               | Estadio Azteca, Mexico                            |                                                   |
| 16:00        | Boninsegna 8e · Burgnich 98e · Riva 104e · Rivera 111e |           | Schnellinger 90e · Müller 94e 110e | Spectateurs : 102 444 Arbitrage : Arturo Yamasaki | Spectateurs : 102 444 Arbitrage : Arturo Yamasaki |
| 16:00        | Rapport                                                |           |                                    | Spectateurs : 102 444 Arbitrage : Arturo Yamasaki | Spectateurs : 102 444 Arbitrage : Arturo Yamasaki |

| Italie | Allemagne de l'Ouest |

| GB                   | 1  | Enrico Albertosi       |  |     |
| D                    | 2  | Tarcisio Burgnich      |  |     |
| D                    | 3  | Giacinto Facchetti (c) |  |     |
| D                    | 5  | Pierluigi Cera         |  |     |
| D                    | 8  | Roberto Rosato         |  | 91e |
| M                    | 10 | Mario Bertini          |  |     |
| M                    | 15 | Sandro Mazzola         |  | 46e |
| M                    | 16 | Giancarlo De Sisti     |  |     |
| A                    | 13 | Angelo Domenghini      |  |     |
| A                    | 20 | Roberto Boninsegna     |  |     |
| A                    | 11 | Luigi Riva             |  |     |
| Remplaçants :        |    |                        |  |     |
| M                    | 14 | Gianni Rivera          |  | 46e |
| D                    | 4  | Fabrizio Poletti       |  | 91e |
| Entraîneur :         |    |                        |  |     |
| Ferruccio Valcareggi |    |                        |  |     |

| GB            | 1  | Sepp Maier              |  |     |
| D             | 7  | Berti Vogts             |  |     |
| D             | 15 | Bernd Patzke            |  | 66e |
| D             | 5  | Willi Schulz            |  |     |
| D             | 3  | Karl-Heinz Schnellinger |  |     |
| M             | 4  | Franz Beckenbauer       |  |     |
| M             | 12 | Wolfgang Overath        |  |     |
| A             | 20 | Jürgen Grabowski        |  |     |
| A             | 9  | Uwe Seeler (c)          |  |     |
| A             | 13 | Gerd Müller             |  |     |
| A             | 17 | Hannes Löhr             |  | 52e |
| Remplaçants : |    |                         |  |     |
| M             | 14 | Reinhard Libuda         |  | 52e |
| M             | 10 | Siegfried Held          |  | 66e |
| Entraîneur :  |    |                         |  |     |
| Helmut Schön  |    |                         |  |     |

## Conséquences
L'Allemagne a battu l'Uruguay 1-0 pour la troisième place.
L'énergie dépensée pour gagner ce match peut avoir fatigué les joueurs italiens pour la finale ; la Squadra Azzurra a été sévèrement battue par le Brésil quatre buts à un. Le Brésil est devenu ainsi la première équipe à remporter trois coupes du monde de football et, selon les règles établies par Jules Rimet ils ont pu garder définitivement la Coupe Jules Rimet, qui à partir du mondial 1974 a été remplacé par le trophée « Coupe du monde de la FIFA ».

## Monument

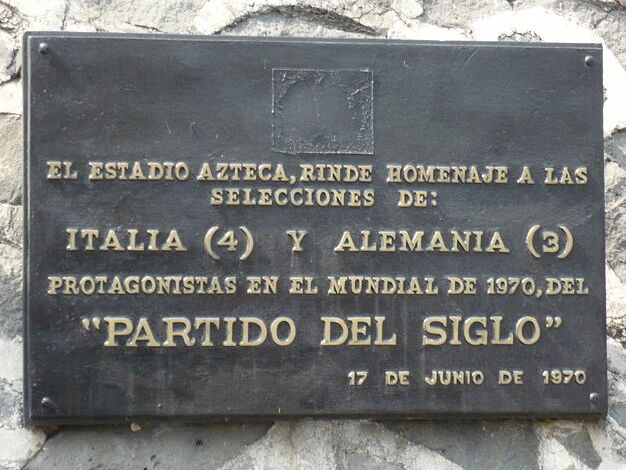
Plaque commémorative au stade Azteca à Mexico

Il y a une plaque commémorant ce match sur la façade du stade Azteca. Sur la plaque les phrases suivantes sont gravés : « El Estadio Azteca rinde homenaje a las selecciones de: Italia (4) y Alemania (3) protagonistas en el Mundial de 1970, del "Partido del Siglo" 17 de junio de 1970. » Français : « Le stade Azteca rend hommage aux équipes nationales de l'Italie (4) et de l'Allemagne (3), qui ont joué dans cette Coupe du monde de la FIFA 1970, le "Match du siècle". 17 juin 1970. »

## Liens vidéo
FIFA TV (en anglais) 
Chaine Youtube Wiloo 